# Tontelea ulei
Tontelea ulei är en benvedsväxtart som först beskrevs av Ludwig Eduard Theodor Loesener, och fick sitt nu gällande namn av Albert Charles Smith. Tontelea ulei ingår i släktet Tontelea och familjen Celastraceae. Inga underarter finns listade.